# Ellen Duurloo
Ellen Margrethe Duurloo, född 1 november 1888 i Köpenhamn, död 23 januari 1960 i Frederiksberg, var en dansk journalist och författare. Hon hörde till de mest lästa barn- och ungdomsboksförfattarna i Danmark under 1930- och 40-talen. Flera av hennes barnböcker gavs ut under pseudonymerna Grete Lund, Jan Peiter och Margrethe Skovsted.

## Biografi
Ellen Duurloo var dotter till läkaren John Vilhelm Duurloo (1859–1922) och Maria de la Asuncion Vincenta Antonia Dolores Manuela de la Santissima Trinidad Vasques y Morales (1868–1946). Hon gick på Marie Kruses Skole, men slutade skolan 1902. Därefter gick hon olika kurser och studerade även språk i Schweiz. Hon blev anställd som journalist på Nationaltidende 1917, där hon arbetade till 1924. Hon arbetade därefter för Social-Demokraten, Morgenbladet och Berlingske Tidende. Hon kom dock att främst göra sig bemärkt som en produktiv författare av barn- och ungdomsböcker. Sammanlagt skrev hon ungefär 60 böcker. Förutom på danska blev de även publicerade i norska, svenska, nederländska och tjeckiska upplagor. Hon skrev även ett mycket stort antal noveller till olika veckotidningar. En del av dem blev översatta till norska, svenska och tyska. Som barnboksförfattare debuterade hon med de två sammanhängande böckerna Lise og de to smaa och Tykke og hans Søster (1919). Därefter dröjde det femton år innan nästa barnbok gavs ut.
Duurloo debuterade som författare av vuxenromaner 1939 med kärleksromanen Han skal herske over dig. Tillsammans med uppföljarna At elske (1940) och Gud er Kærlighed (1941) utgjorde den en trilogi. Duurloo skildrade ofta mer eller mindre tabubelagda ämnen i sina romaner, däribland manlig homosexualitet, Don juanism och perversion. Hon var ordförande av den skönlitterära gruppen i Dansk Forfatterforening (1947–1954).
Duurloo var gift första gången 1909–1916 med journalisten Aage Schmidth och andra gången 1917–1940 med författaren Robert Hansen.